# Hinrich Jürgensen

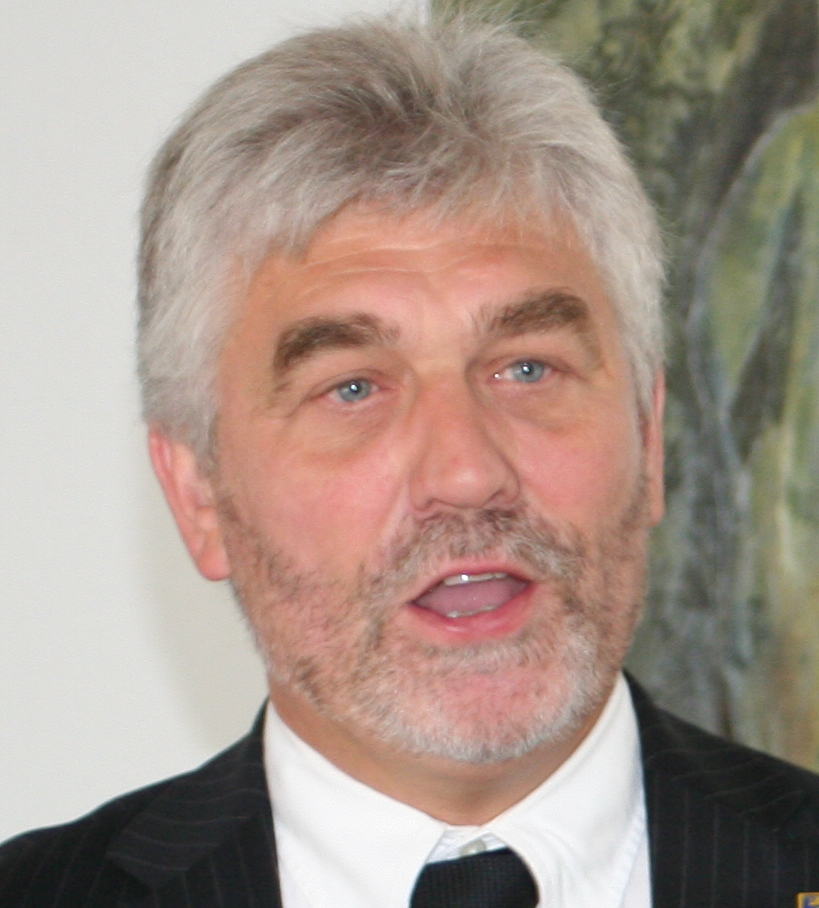
Hinrich Jürgensen (2011)

Hinrich Jürgensen (* 5. November 1959 in Baistrup bei Apenrade, Nordschleswig) ist Landwirt und Hauptvorsitzender der deutschen Minderheit in Dänemark.

## Leben und Beruf
Hinrich Jürgensen absolvierte eine dreijährige Ausbildung zum Landwirt (grønt bevis) und Fortbildungskurse für Betriebswirtschaft, EDV, Agrar, Vermarktung und Pädagogik (VPG).
1981 kaufte er als 21-Jähriger seinen ersten eigenen Hof in Bjerndrup/Behrendorf den er durch laufende Zukauf von Land bis auf 200 ha. erweiterte. Schwerpunkte seines Betriebes waren Viehzucht, Gemüse- und Getreideanbau. 1988 stellte er als einer der ersten in Dänemark seinen Betrieb auf ökologischen Landbau um.
2003 verkaufte er den Hof in Bjerndrup/Behrendorf und erwarb einen anderen in Gaardeby. Auf den 130 ha. des neuen Hofes betreibt er Getreideanbau. Daneben ist er Geschäftsführer von Biocentrum, einer genossenschaftlichen Vertriebsgesellschaft für ökologische Produkte. Schon früh engagierte sich Hinrich Jürgensen politisch in der Partei der Deutschen Minderheit. 1983 wurde er Vorsitzender des Ausschusses für Technik der Schleswigschen Partei (SP). Von 1993 bis 2001 war er Vorsitzender des Landwirtschaftlichen Hauptverein für Nordschleswig (LHN). 2001 wurde er als Nachfolger von Harald Søndergaard in den nordschleswigschen Amtsrat gewählt und dort in den zentralen Finanzausschuss (Økonomiudvalg). Beide Funktionen behielt er bis zur Abschaffung der Ämter im Rahmen der dänischen Kommunal- und Gebietsreform im Jahr 2005. In diesem Jahr wählte man ihn als einen von zwei Vertretern der Schleswigschen Partei in den Stadtrat der neuen Großkommune Apenrade, in der er auch wieder einen Sitz im Finanzausschuss bekam. Darüber hinaus wählte ihn der Bund Deutscher Nordschleswiger als Vertreter in das Wachstumsforum (Vækstforum) der neuen Region
Süddänemark. 2007 wurde er als Nachfolger von Hans Heinrich Hansen, neuer Hauptvorsitzender des Bundes Deutscher Nordschleswiger.

## Politik
- 1983 Vorsitzender des Ausschusses für Technik der Schleswigschen Partei (SP)
- 2001 Wahl zum nordschleswigschen Amtsrat für die SP
- Mitglied im Ökonomieausschuss
- Vertreter im Regionalrat Sønderjylland-Schleswig
- 2005 Wahl zum Stadtrat der neuen Kommune Apenrade
- Vertreter des BDN im Wachstumsforum (Vækstforum) der neuen Region Süddänemark

## Ehrenamtliche Tätigkeiten
- 1986 Vorsitzender der Rinderberatung beim Landwirtschaftlichen Hauptverein für Nordschleswig (LHN)
- 1993 Vorsitzender des Landwirtschaftlichen Hauptverein für Nordschleswig (LHN)
- 2007 Hauptvorsitzender, Bundes Deutscher Nordschleswiger

Besondere Höhepunkte seiner bisherigen Amtszeit als Hauptvorsitzender der deutschen Minderheit waren unter anderem:
- die Bereitstellung eines grenzüberschreitenden Rettungshelikopters, die auf seine Initiative zurückgeht.[1]

- der Besuch des dänischen Kronprinzenpaares Frederik von Dänemark und Mary Donaldson bei der Deutschen Minderheit am 31. Juli 2008[2]